# Manévychi
Manévychi (ucraniano: Мане́вичі; polaco: Maniewicze; yidis: מנייביץ) es un asentamiento de tipo urbano de Ucrania perteneciente al raión de Kamin-Kashyrski de la óblast de Volinia.
En 2018, el asentamiento tenía una población de 11 725 habitantes. Desde 2020 es sede de un municipio con una población total de algo más de veintiséis mil habitantes y que incluye 35 pueblos como pedanías.
Se ubica sobre la carretera P14, a medio camino entre Lutsk y Liubeshiv. Al sur del asentamiento, la P14 se cruza con la carretera E373, que une Kiev con Lublin.

## Historia
El asentamiento fue fundado en 1892 como un poblado ferroviario de la línea de ferrocarril de Kóvel a Kiev. Adoptó su topónimo del pueblo ubicado inmediatamente al norte, actualmente denominado Prylisne. En la Segunda República Polaca fue un miasteczko habitado por un 50% de judíos, 30% de polacos y un 20% de diversas minorías, entre las que destacaban ucranianos, alemanes y varias familias procedentes de Besarabia.
En 1939 pasó a formar parte de la RSS de Ucrania, que expulsó a la mayoría de los polacos. En 1942, los invasores alemanes asesinaron a casi todos los judíos del asentamiento. Hasta el final de la Segunda Guerra Mundial, casi todos los habitantes que quedaban aquí fueron abandonando la localidad por diversos motivos, quedando como un despoblado. El actual Manévychi es el resultado de la repoblación de la antigua localidad, casi exclusivamente con ucranianos étnicos, desde mediados del siglo XX. Hasta 2020 fue la capital de su propio raión.

## Deportes
Manévychi es el lugar donde se fundó el equipo de fútbol Legia de Varsovia en 1916.